# Matzendorf
Matzendorf is een gemeente en plaats in het Zwitserse kanton Solothurn en maakt deel uit van het district Thal. Matzendorf telt 1314 inwoners.

## Ereburgers
- 1972: Maria Felchlin, arts, feministe en redactrice[1]